# The Quiet One
The Quiet One – amerykański film z 1948 roku w reżyserii Sidneya Meyersa.

## Nagrody i nominacje
| Nazwa nagrody | Wygrane                               | Nominacje |
| ------------- | ------------------------------------- | --- |
| Oscar         | 1949 bez rezultatu 1950 bez rezultatu | 1949 Najlepszy pełnometrażowy film dokumentalny Janice Loeb 1950 Najlepsze materiały do scenariusza i scenariusz Helen Levitt, Janice Loeb, Sidney Meyers |